# Gagrella insulana
Gagrella insulana is een hooiwagen uit de familie Sclerosomatidae.